# Grupo R5
Grupo R5, es una empresa colombiana, administradora de seguros y riesgos profesionales. Su sede principal, así como también su mercado, se ubican en Bogotá. R5 es una plataforma digital que proporciona soluciones integrales para propietarios de vehículos en Colombia. La plataforma ofrece servicios como la venta de SOAT digital, agendamiento de la Revisión Técnico Mecánica (RTM), y una aplicación móvil que ayuda a gestionar múltiples aspectos del mantenimiento vehicular, incluyendo alertas de pico y placa, pagos de impuestos, y notificaciones sobre multas de tránsito, entre otros.

## Historia
La empresa fue fundada en el año 2016 por Fernando Sucre y Pablo Armida y se estableció en 2018 como SOAT digital siendo constituida por la Cámara y Comercio de Colombia. En 2019, comenzó a formar parte de ACETIF (Asociación Colombiana de Empresas de Tecnología e Innovación Financiera). En ese mismo año, a doce meses de su establecimiento, ya había logrado vender más de 150.000 pólizas de seguro obligatorio para vehículos.
En 2020, R5, se alió con la inversionista global, Accion Venture Lab, la cual invirtió en la empresa denominándola como "red de seguridad que ayuda a los colombianos en tiempos inestables". Ese mismo año, R5 lanzó una aplicación móvil gratuita, disponible en Google Play y App Store, que ha sido de gran utilidad para millones de propietarios de carros y motos. En 2021, logró concretar más de un millón de clientes en Colombia, recibiendo más de 200 000 solicitudes para prestar sus servicios. También, sus CEOs, Sucre y Omar Ynzenga, comenzaron a formar parte de la red de emprendedores Endeavor.
En 2022, se posicionó como la primera Fintech con más fondos de Colombia luego de recaudar USD 7 000 000 en su ronda de inversión llevada a cabo por Accion Venture Lab, Magma Partners, Carao Ventures, Global Founders Capital y Endeavor Catalyst. También, su CEO, Sucre, en una nota para Forbes, anunció se ampliarían los servicios a países vecinos en Latinoamérica como México. En ese mismo año también formó alianza con la empresa AXA Colpatria para seguir incrementando el desarrollo a futuro de SOAT en Colombia. En octubre de 2023, R5 aseguró una inversión adicional con Lendable para expandir su negocio de crédito vehicular, línea de negocio que fue cerrada posteriormente.
En 2024, R5 lanzó un nuevo servicio de agendamiento de la Revisión Técnico Mecánica y una serie de herramientas gratuitas para propietarios de vehículos en Colombia. Estas herramientas incluyen la generación de un reporte vehicular completo, un contrato de compraventa, monitoreo de precios de venta de vehículos, y recordatorios de fechas de vencimiento del SOAT y la Revisión Técnico Mecánica.

## Servicios
La empresa ofrece 3 productos principales, la compra digital del SOAT (seguro obligatorio contra accidentes de tránsito), el servicio de agendamiento de  Revisión Técnico Mecánica y por otro lado R5 tiene una aplicación móvil llamada R5 que tiene diferentes funciones como: recordar a los usuarios la fecha de vencimiento de la revisión tecno mecánica, el SOAT, el impuesto vehicular, recuerda los días de pico y placa, notificar las multas de tránsito interpuestas, entre otros.
- Compra digital de SOAT: R5 facilita la adquisición del Seguro Obligatorio de Accidentes de Tránsito (SOAT) de manera digital.
- Agendamiento de la Revisión Técnico Mecánica (RTM): Servicio que permite a los propietarios de vehículos programar su revisión técnica fácilmente.
- Aplicación móvil R5: La app incluye diversas funciones como recordatorios de fechas de vencimiento del SOAT, RTM e impuestos vehiculares, alertas de Pico y Placa, notificaciones sobre multas de tránsito, entre otros.